# Egbert Hirschfelder
Egbert Hirschfelder   (Berlín, 13 de juliol de 1942 - Berlín, 31 de maig de 2022) fou un remer alemany que va competir durant la dècada de 1960.
El 1964 va prendre part en els Jocs Olímpics d'Estiu als Jocs de Tòquio, on guanyà la medalla d'or en la prova del quatre amb timoner del programa de rem. Formà equip amb Peter Neusel, Bernhard Britting, Joachim Werner i Juergen Oelke. Quatre anys més tard, als Jocs de Ciutat de Mèxic, guanyà la medalla d'or en la prova del vuit amb timoner. La tripulació d'aquest vuit fou l'encarregada de dur la bandera olímpica en la cerimònia inaugural dels Jocs de Múnic de 1972.
En el seu palmarès també destaquen dues medalles d'or i una de plata al Campionat d'Europa de rem, entre el 1963 i el 1967, i dos campionats nacionals.